# 左卓
左卓（1995年11月10日—），中國大陸華語樂壇歌手。出生於辽宁省大连市。原经纪公司为泰洋川禾音乐部，而后转入泰洋川禾音乐独立成立的公司百沐娱乐。

## 演艺经历
2014年，参加鼎世·超级音乐秀比赛，获得10强。后签约主办单位沈阳鼎世文化公司。
2016年，参加《2016超级女声》并在20强换位赛中，踢馆进入女声学院。
2018年，参加浙江卫视《最优的我们》。
2019年，演唱电视剧《不可思议的晴朗》的插曲《Lonely Love》，并于发表个人原创《I feel down》。
2020年，参加爱奇艺《青春有你2》。

## 音乐作品

### 个人单曲
| 年份   | 名稱                   | 作词作曲                         | 附註                           |
| ------ | ---------------------- | -------------------------------- | ------------------------------ |
| 2019年 | 《I feel down》        | 左卓                             | [ 8 ]                          |
| 2019年 | 《Lonely Love》        | 袁大巍、李晓璇                   | 电视剧《不可思议的晴朗》插曲   |
| 2020年 | 《Golden Girl》        | 左卓                             |                                |
| 2021年 | 《對你多好，離我多遠》 | 潤土、藍啟爾作词，陳敬瑋_Wee作曲 | 与李鑫一合唱，《奶爸當家》插曲 |

### 最优的我们时期
| 发行时间 | 歌曲名称（歌曲说明）             | 原唱者 |
| 2018     | 《So Crazy》 （第四期）          |        |
| 2018     | 《快乐崇拜》（第五期）           |        |
| 2018     | 《红玫瑰》（第七期）             | 陈奕迅 |
| 2018     | 《龙的传人》（第七期）           |        |
| 2018     | 《当》（第九期）                 |        |
| 2018     | 《If I Ain't Got You》（第十期） |        |
| 2018     | 《色》（第十期）                 |        |

### 青春有你2时期
| 发行时间 | 歌曲名称（歌曲说明）                                            | 原唱者          |
| 2020     | 《I feel down》 （初舞台）                                      | 左卓（原创）    |
| 2020     | 《易燃易爆炸》（爱奇艺《青春有你2》学员考核位置测评歌曲）       | 陈粒            |
| 2020     | 《Yes! Ok!》（爱奇艺《青春有你2》主题曲）                       | 青春有你2训练生 |
| 2020     | 《MAMA-Chinese Version》（爱奇艺《青春有你2》学员小组竞演歌曲） | EXO             |
| 2020     | 《十面埋伏2》（愛奇藝《青春有你2》練習室小考歌曲）              | 艾菲／李斯丹妮  |
| 2020     | 《浅橘色孤岛》（爱奇艺《青春有你2》学员主题考核公演原創曲）     | 青春有你2训练生 |
| 2020     | 《it's Ok》（爱奇艺《青春有你2》导师师兄合作舞台）              | 偶像練習生      |

## 影視作品

### 綜藝節目
| 日期                        | 頻道   | 節目名稱              | 備註   |
| 2016年                      | 芒果TV | 《2016超级女声》      | 參賽者 |
| 2020年3月12日－2020年6月6日 | 爱奇艺 | 《青春有你 (第二季)》 | 參賽者 |

### 电视剧
| 年份   | 播出平台 | 名稱           | 備註 |
| ------ | -------- | -------------- | ---- |
| 未播出 |          | 亲亲客栈不能亲 |      |

## 外部連結
- 左卓的新浪微博